# Operació Nèmesi (Societat Civil Catalana)
L'Operació Nèmesi fou una xarxa de 922 perfils falsos a xarxes socials que es dedicaren a difondre publicacions unionistes especialment de Societat Civil Catalana entre els anys 2014 i 2015 i dies abans de la Consulta del 9N organitzada por la Generalitat de Catalunya.
Se sospita que l'empresari Jaime Malet, anti-independentista declarat i relacionat amb la Fundació Joan Boscà vehiculava aportacions, entre elles del Futbol Club Barcelona, per finançar les activitats de Societat Civil Catalana. Aquestes accions havien de servir per plantar cara des de l'unionisme a la independentista Assemblea Nacional Catalana i afavorir la candidatura de Manuel Valls a les Eleccions municipals de 2019 a Barcelona a través de l'entramat d'empreses que penjaven de Nicestream, vinculades a I3 Ventures. No només actuaren a Twitter, sinó que també es crearen pàgines a Facebook.